# Österhaninge
För andra betydelser, se Österhaninge (olika betydelser).
Österhaninge kyrkby ligger kring Österhaninge kyrka i Österhaninge socken på Södertörn. Det har funnits två handelsbodar i byn. Bebyggelsen som bildar en småort, av SCB benämnd Österhaninge, är belägen inom Haninge kommun, i södra Storstockholm.

## Kyrkskolan
Skolan som uppfördes 1904  ca 150 m nordväst om kyrkan lades ned 1985 och brann ner 1993. Den nya byggnaden som uppfördes på platsen 1996 består av bostäder. I dess anslutning finns Galleri Kyrkskolan som drivs av föreningen Haninge Konstnärer.

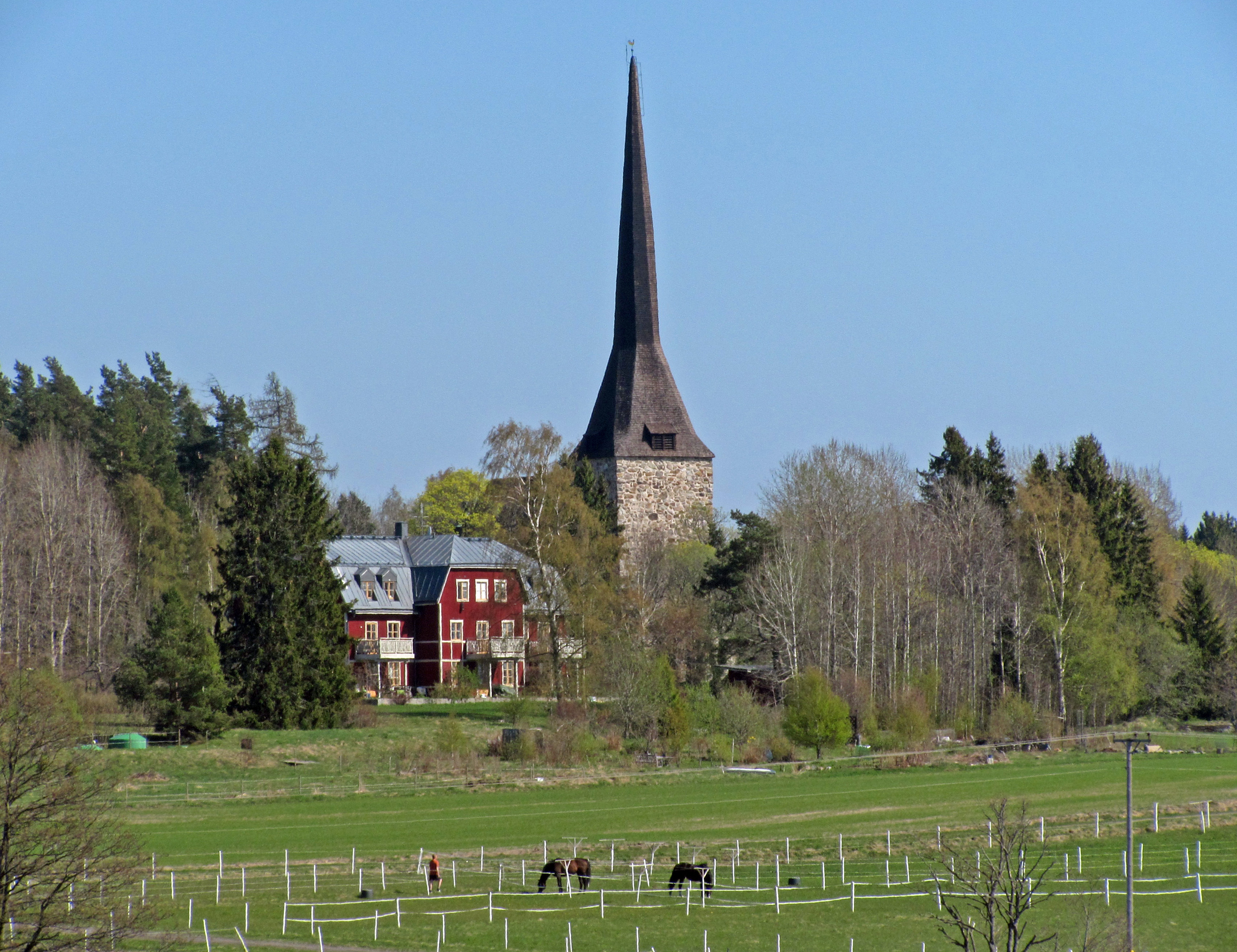
Kyrkan och Kyrkskolan (numera bostäder) sedda från Kalvsviksvägen.
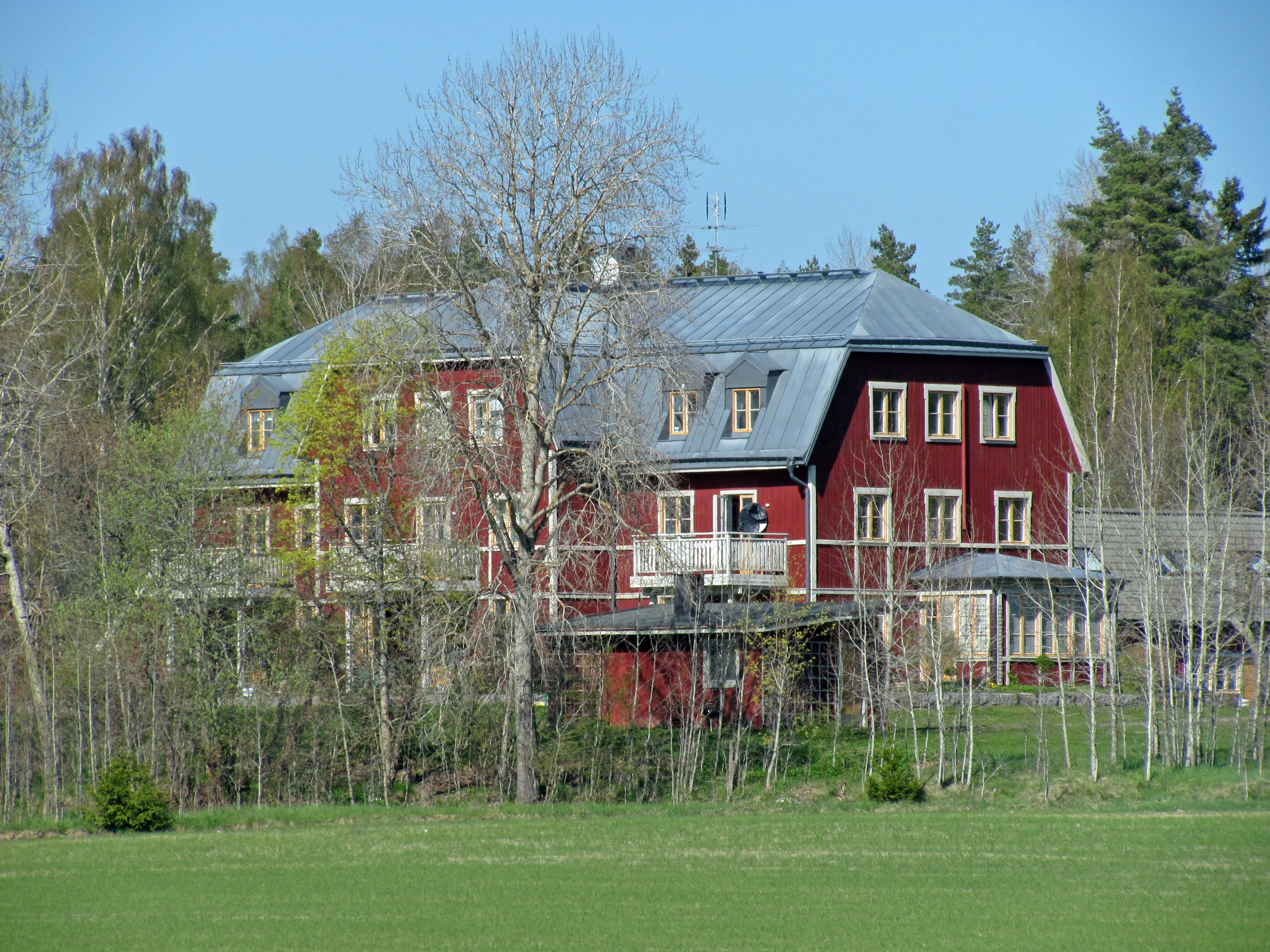
Kyrkskolan sedd från Hässlingbyvägen.

## Gårdar
De närmaste gårdarna är Hässlingby, Solberga, Husby, Kalvsvik och Sanda.

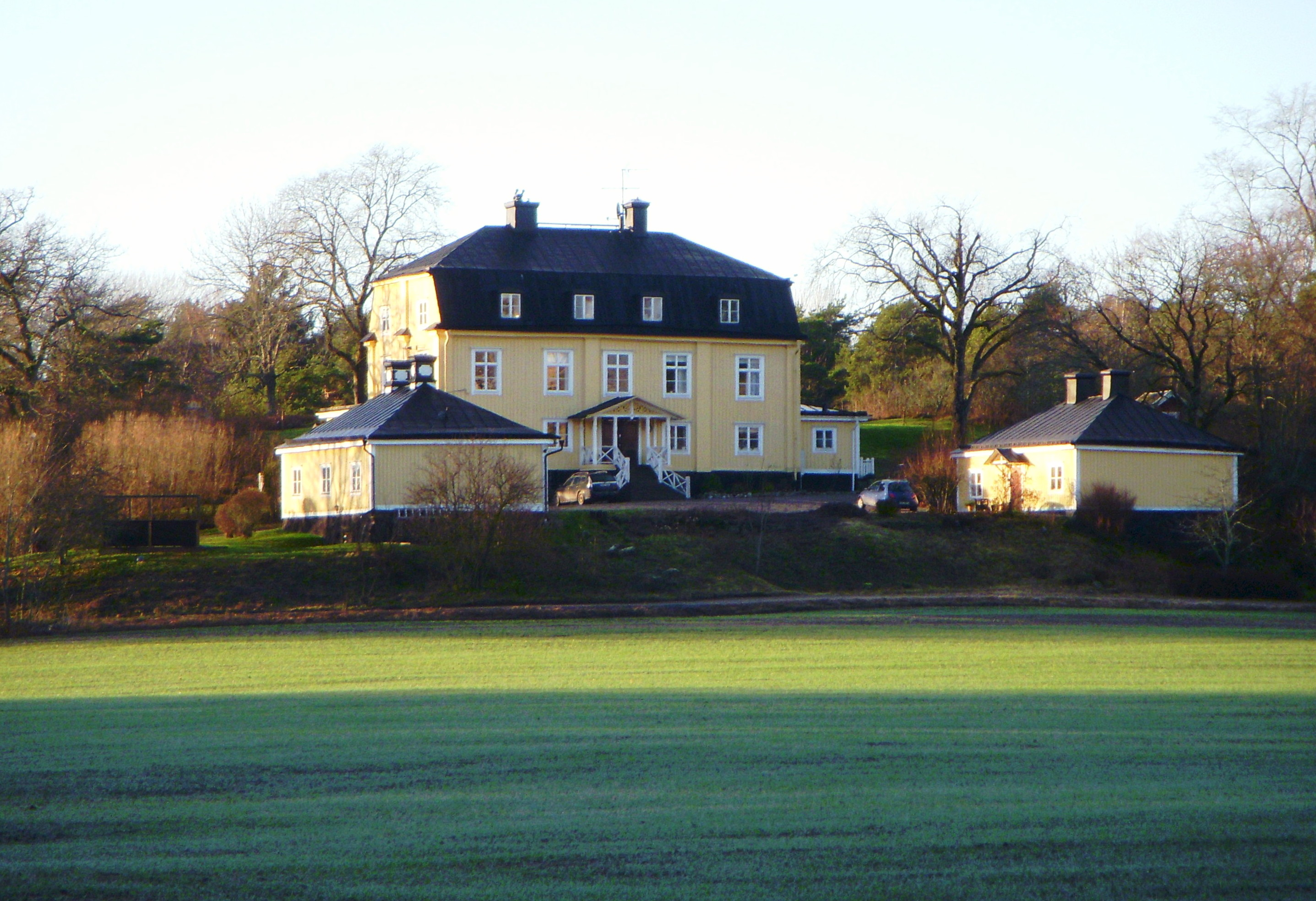
Hässlingby gård
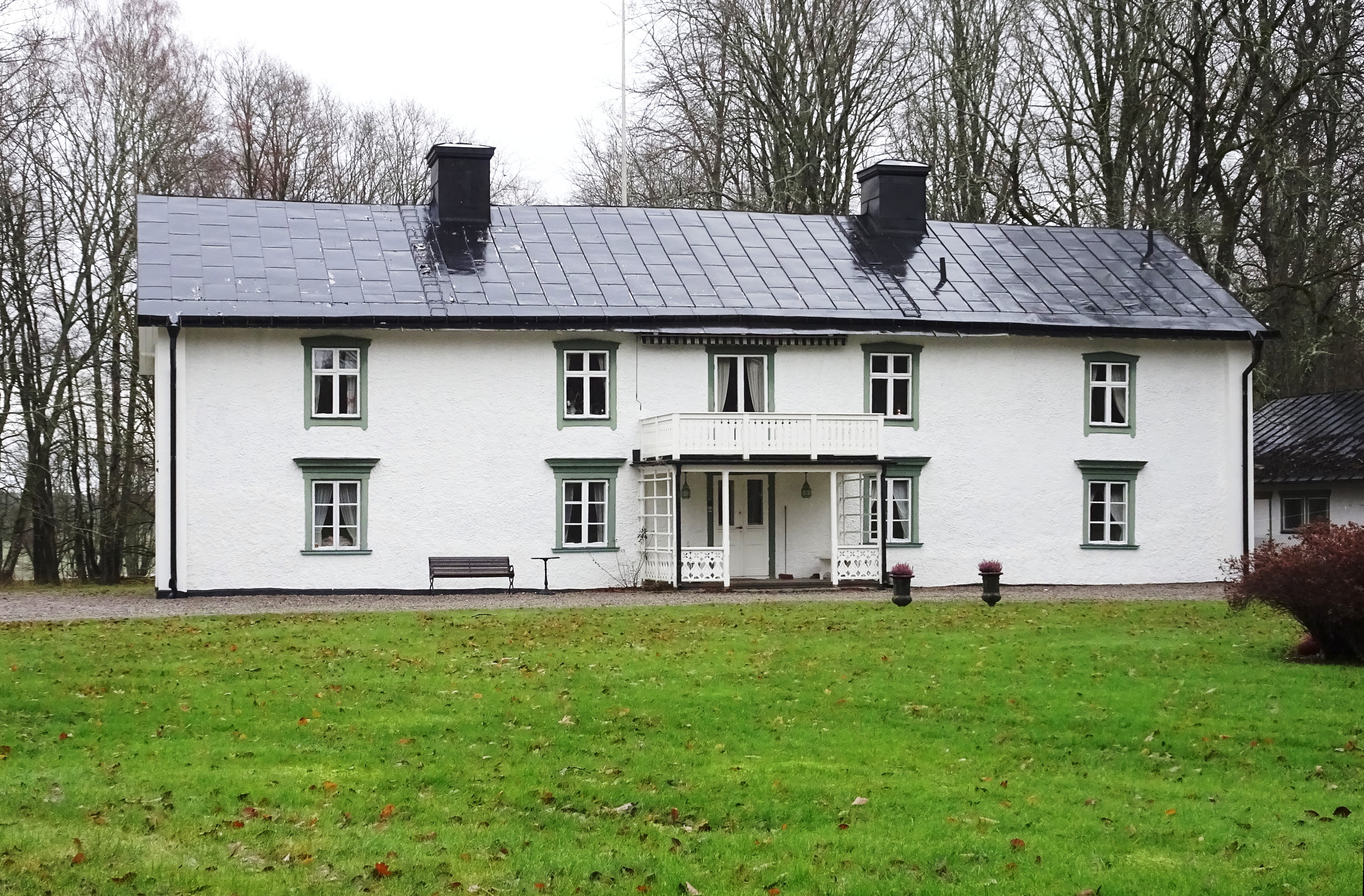
Sanda